# Морели Катена Сотана (Козенца)
Морели Катена Сотана је насеље у Италији у округу Козенца, региону Калабрија.
Према процени из 2011. у насељу је живело 655 становника. Насеље се налази на надморској висини од 299 м.